# Low Island (Nunavut)
Low Island – niezamieszkana wyspa w Zatoce Frobishera, w Archipelagu Arktycznym, w regionie Qikiqtaaluk, na terytorium Nunavut, w Kanadzie. W pobliżu Low Island położone są wyspy: Culbertson Island, Mark Island, McAllister Island, Mitchell Island i Precipice Island.